# Campeonato Mundial de Atletismo em Pista Coberta de 2016 - Salto triplo masculino
A prova do salto triplo masculino do Campeonato Mundial de Atletismo em Pista Coberta de 2016 ocorreu dia  19 de março em Portland, nos Estados Unidos.

## Recordes
Antes desta competição, os recordes mundiais e do campeonato nesta prova eram os seguintes:
|    | Nome         | Nacionalidade | Distância | Local         | Data                |
| -- | ------------ | ------------- | --------- | ------------- | ------------------- |
| WR | Teddy Tamgho | França        | 17m 92cm  | Paris, França | 6 de março de 2011  |
| CR | Teddy Tamgho | França        | 17m 90cm  | Doha, Catar   | 14 de março de 2010 |

## Medalhistas
| Ouro           | Prata          | Bronze                  |
| Dong Bin (CHN) | Max Hess (GER) | Benjamin Compaoré (FRA) |

## Resultados
A prova ocorreu dia 19 de março. 
| Colocação         | Nome              | Nacionalidade   | #1    | #2    | #3    | #4    | #5    | #6    | Resultados | Notas |
| ----------------- | ----------------- | --------------- | ----- | ----- | ----- | ----- | ----- | ----- | ---------- | ----- |
| Medalha de ouro   | Dong Bin          | China           | 17.18 | 16.20 | 17.29 | 16.98 | 17.33 | x     | 17.33      |       |
| Medalha de prata  | Max Hess          | Alemanha        | 16.25 | 16.37 | x     | 17.14 | x     | 17.14 | 17.14      | PB    |
| Medalha de bronze | Benjamin Compaoré | França          | 16.77 | x     | 17.00 | –     | 17.04 | 17.09 | 17.09      | SB    |
| 4                 | Nelson Évora      | Portugal        | x     | 16.66 | 16.63 | 16.89 | 16.89 | x     | 16.89      | SB    |
| 5                 | Omar Craddock     | Estados Unidos  | 16.58 | 16.33 | –     | 16.52 | 16.87 |       | 16.87      |       |
| 6                 | Tosin Oke         | Nigéria         | 16.73 | 16.65 | x     | x     | 16.64 |       | 16.73      | SB    |
| 7                 | Pablo Torrijos    | Espanha         | 16.16 | 16.20 | 16.51 | 16.30 | 16.67 |       | 16.67      |       |
| 8                 | Nazim Babayev     | Azerbaijão      | x     | 16.36 | 16.07 | 16.43 | 16.41 |       | 16.43      |       |
| 9                 | Harold Correa     | França          | 16.12 | 16.30 | x     |       |       |       | 16.30      |       |
| 10                | Marian Oprea      | Roménia         | 16.05 | 15.98 | 16.27 |       |       |       | 16.27      |       |
| 11                | Chris Benard      | Estados Unidos  | 16.14 | x     | 16.15 |       |       |       | 16.15      |       |
| 12                | Alphonso Jordan   | Estados Unidos  | 16.11 | x     | 15.99 |       |       |       | 16.11      |       |
| 13                | Jonathan Drack    | Ilhas Maurícias | 16.04 | x     | 15.82 |       |       |       | 16.04      |       |
| 14                | Olu Olamigoke     | Nigéria         | 13.73 | 15.59 | 15.94 |       |       |       | 15.94      | SB    |
| 15                | Roman Valiyev     | Cazaquistão     | x     | 15.54 | x     |       |       |       | 15.54      |       |
| 16                | Yordanys Durañona | Dominica        | 15.27 | x     | –     |       |       |       | 15.27      | SB    |

Legenda
| Recorde mundial       | Recorde mundial (World record)               |                       | Recorde africano                      | Recorde africano (African) |                                           | Q | Classificado por posição (Qualified) |
| Recorde do campeonato | Recorde do campeonato (Championship record)  | Recorde da América    | Recorde da América (Americas)         | q                          | Classificado por melhor tempo (Qualified) |   |                                      |
| Melhor marca do ano   | Melhor marca do ano (World leading)          | Recorde asiático      | Recorde asiático (Asian)              | DNS                        | Não largou (Did not start)                |   |                                      |
| Recorde nacional      | Recorde nacional (National record)           | Recorde europeu       | Recorde europeu (European)            | DNF                        | Não terminou (Did not finish)             |   |                                      |
| Recorde pessoal       | Recorde pessoal do atleta (Personal best)    | Recorde da Oceania    | Recorde da Oceania (Oceania)          | DSQ / DQ                   | Desclassificado (Disqualified)            |   |                                      |
| Recorde da temporada  | Recorde da temporada do atleta (Season best) | Recorde sul-americano | Recorde sul-americano (South America) | NM                         | Sem marca (No mark)                       |   |                                      |